# Laxus septentrionalis
Laxus septentrionalis är en rundmaskart som beskrevs av Nathan Augustus Cobb 1914. Laxus septentrionalis ingår i släktet Laxus och familjen Desmodoridae. Inga underarter finns listade i Catalogue of Life.